# NGC 6025
Az NGC 6025 (más néven Caldwell 95) egy nyílthalmaz a Triangulum Australe (Déli Háromszög) csillagképben.

## Felfedezése
Az NGC 6025 nyílthalmazt Nicolas-Louis de Lacaille abbé fedezte fel 1751-ben vagy 1752-ben egy dél-afrikai utazása alkalmával.

## Tudományos adatok
Az NGC 6025 körülbelül 60 csillagból áll, melyek fényessége 7 magnitúdó vagy az alatti.

## Megfigyelési lehetőség
Már egy binokulár segítségével is viszonylag jól észlelhető. A halmaz a Déli Háromszögnek a Szögmérő csillagkép felé eső határán fekszik.